# Bothriurus bertae
Espèce
Bothriurus bertae est une espèce de scorpions de la famille des Bothriuridae.

## Distribution
Cette espèce se rencontre en Argentine dans la province de Misiones, au Brésil et au Paraguay.

## Description
Le mâle holotype mesure 24,20 mm et la femelle paratype 26,86 mm.

## Étymologie
Cette espèce est nommée en l'honneur de Berta Juárez Heredia.

## Publication originale
- Ábalos, 1955 : Bothriurus bertae sp. n. (Bothriuridae, Scorpiones). Anales del Instituto de Medicina Regional, vol. 4, p. 231-239.